# Trillium rugelii
Trillium rugelii là một loài thực vật có hoa trong họ Melanthiaceae. Loài này được Rendle miêu tả khoa học đầu tiên năm 1901.